# Јелабуга
Јелабуга (рус. Елабуга, тат. Алабуга) град је у Русији у републици Татарстан. Налази се на десној обали реке Каме, на ушћу реке Тојме у Каму. Према попису становништва из 2010. у граду је живело 70.750 становника.
Средиште је Јелабушке области од 1930. године. Од Казања је удаљен 215 km.

## Историја
Основан је у другој половини 16. века, као погранично утврђење
Поволшке Бугарске. Рушевине тог утврђења
сачуване су до данас - Чёртово городище/Şaytan qalası (читај: Čjortovo gorodišče/Šajtan kalasi, у преводу: „Вражја грађевина).
Градски статус добио је 1780. године.

## Култура
У Јелабуги се налази педагошки институт (Јелабушки државни педагошки институт), медицинска и културно-просветна училишта, средња специјална полицијска школа, као и још 14 средњих школа.
Од културних знаменитости, онде су музеј Ивана Шишкина, музеј-сеоски посед Надежде Дурове и музеј Марине Цветајеве.

## Индустрија
Од индустрије, у Јелабуги су производња нафте ("Прикамнефт"), фабрике аутомобила (ЈелАЗ), ковиноарматура, железнобетонских конструкција, опеке, фабврика школског намештаја, предузећа лаке (конфекција) и прехрамбене индустрије (конзервирање меса, млечни комбинат, пекаре, пиваре).

## Становништво
Према прелиминарним подацима са пописа, у граду је 2010. живело 70.750 становника, 2.087 (3,04%) више него 2002.
| 1939.  | 1959.  | 1970.  | 1979.  | 1989.  | 2002.  | 2010.  |
| ------ | ------ | ------ | ------ | ------ | ------ | ------ |
| 14.963 | 21.992 | 31.728 | 35.574 | 53.537 | 68.663 | 70.728 |

## Партнерски градови
- Сафранболу
- Алексин
- Берјозовски
- Вајлхајм у Горњој Баварској

## Географија

### Клима
| Клима Јелабуга                             | Клима Јелабуга | Клима Јелабуга | Клима Јелабуга | Клима Јелабуга | Клима Јелабуга | Клима Јелабуга | Клима Јелабуга | Клима Јелабуга | Клима Јелабуга | Клима Јелабуга | Клима Јелабуга | Клима Јелабуга | Клима Јелабуга |
| Показатељ \ Месец                          | .Јан.          | .Феб.          | .Мар.          | .Апр.          | .Мај.          | .Јун.          | .Јул.          | .Авг.          | .Сеп.          | .Окт.          | .Нов.          | .Дец.          | .Год.          |
| ------------------------------------------ | -------------- | -------------- | -------------- | -------------- | -------------- | -------------- | -------------- | -------------- | -------------- | -------------- | -------------- | -------------- | -------------- |
| Апсолутни максимум, °C (°F)                | 5,4 (41,7)     | 5,6 (42,1)     | 13,5 (56,3)    | 29,0 (84,2)    | 32,4 (90,3)    | 36,8 (98,2)    | 38,1 (100,6)   | 39,1 (102,4)   | 31,6 (88,9)    | 24,2 (75,6)    | 14,4 (57,9)    | 13,0 (55,4)    | 39,1 (102,4)   |
| Максимум, °C (°F)                          | −8,1 (17,4)    | −7,1 (19,2)    | −0,2 (31,6)    | 10,3 (50,5)    | 19,4 (66,9)    | 24,0 (75,2)    | 25,9 (78,6)    | 22,9 (73,2)    | 16,4 (61,5)    | 7,9 (46,2)     | −0,9 (30,4)    | −6,1 (21)      | 8,7 (47,7)     |
| Просек, °C (°F)                            | −11,6 (11,1)   | −10,8 (12,6)   | −4,3 (24,3)    | 5,5 (41,9)     | 13,5 (56,3)    | 18,4 (65,1)    | 20,4 (68,7)    | 17,8 (64)      | 11,9 (53,4)    | 4,8 (40,6)     | −3,5 (25,7)    | −9,2 (15,4)    | 4,4 (39,9)     |
| Минимум, °C (°F)                           | −15,0 (5)      | −14,5 (5,9)    | −8,4 (16,9)    | 0,7 (33,3)     | 7,5 (45,5)     | 12,8 (55)      | 14,8 (58,6)    | 12,6 (54,7)    | 7,4 (45,3)     | 1,6 (34,9)     | −6,0 (21,2)    | −12,3 (9,9)    | 0,1 (32,2)     |
| Апсолутни минимум, °C (°F)                 | −37,3 (−35,1)  | −34,3 (−29,7)  | −29,8 (−21,6)  | −19,2 (−2,6)   | −4,1 (24,6)    | −0,6 (30,9)    | 1,6 (34,9)     | 1,0 (33,8)     | −3,5 (25,7)    | −12,5 (9,5)    | −28,7 (−19,7)  | −37,7 (−35,9)  | −37,7 (−35,9)  |
| Количина падавина, mm (in)                 | 37,8 (1,488)   | 27,2 (1,071)   | 28,2 (1,11)    | 29,8 (1,173)   | 46,9 (1,846)   | 55,1 (2,169)   | 57,8 (2,276)   | 67,6 (2,661)   | 58,5 (2,303)   | 49,9 (1,965)   | 45,1 (1,776)   | 45,2 (1,78)    | 549,1 (21,618) |
| Извор: https://elabuga.pogoda-segodnya.ru/ |                |                |                |                |                |                |                |                |                |                |                |                |                |

## Познати грађани Јелабуге
- Иван Шишкин (1832—1898), руски сликар
- Надежда Дурова (1783—1866), учесница руског Домовинског рата 1812., „девојка коњаница“
- Марина Цветајева (1892—1941) руска песникиња, овде је у избеглиштву провела своје задње дане
- Леонид Говоров (1897—1955) маршал Совјетског Савеза је овде похађао школу од 1909—1916.